# Ambasciata d'Italia a Londra
L'Ambasciata d'Italia a Londra è la missione diplomatica della Repubblica Italiana presso il Regno Unito di Gran Bretagna e Irlanda del Nord.
La sede dell'ambasciata si trova a Londra, a Palazzo Grosvenor, al n°14 di Three Kings Yard, anche se l'ingresso alla sede diplomatica è di fatto a Grosvenor Square, a Mayfair.

## Altre sedi diplomatiche d'Italia nel Regno Unito
Oltre l'ambasciata a Londra, esiste una rete consolare della Repubblica italiana nel territorio britannico, divisa in due circoscrizioni consolari, dipendenti dal Consolato Generale a Londra e dal Consolato Generale ad Edimburgo:
| Tipologia                           | Sede                | Zona di competenza | Note                                   |
| ----------------------------------- | ------------------- | --- | -------------------------------------- |
| Consolato Generale d'Italia         | Londra              | Inghilterra, Galles. | [ 4 ]                                  |
| Agenzia Consolare                   | Ashford             | Kent, East Sussex. |                                        |
| Consolato Onorario                  | Bedford             | Bedfordshire, Cambridgeshire, Northamptonshire, Norfolk, Suffolk, Buckinghamshire, Bletchley, Milton Keynes, Hertfordshire, Hitchin, Stevenage. |                                        |
| Vice Consolato Onorario             | Birmingham          | West Midlands meridionale, Warwickshire, Worcestershire. |                                        |
| Agenzia Consolare                   | Bristol             | Avon, Cornovaglia, Devon, Gloucestershire e Somerset. |                                        |
| Vice Consolato Onorario             | Cardiff             | Herefordshire, Brecknockshire (Powys), Glamorgan, Dyfed-Gwent. |                                        |
| Agenzia Consolare                   | Cheshunt            | Essex, Middlesex settentrionale e Hertfordshire meridionale. |                                        |
| Consolato Onorario                  | Gibilterra          | Gibilterra. |                                        |
| Agenzia Consolare                   | Guernsey            | Isole del Canale eccetto Jersey. |                                        |
| Agenzia Consolare                   | Jersey              | Jersey. |                                        |
| Consolato Onorario                  | Liverpool           | Liverpool. |                                        |
| Consolato Onorario                  | Manchester          | Cheshire, Cleveland, Cumbria, Durham, Humberside, Lancaster, Grande Manchester, Merseyside, Northumberland, Stafford, Tyne and Wear, North Yorkshire, South Yorkshire, West Yorkshire, Clwyd, Gwynedd, Montgomeryshire e di Radnorshire (Powys), l'Isola di Man e Shropshire. |                                        |
| Agenzia Consolare                   | Newcastle upon Tyne | Newcastle upon Tyne. |                                        |
| Vice Consolato Onorario             | Nottingham          | Nottingham, Derby, Leicester, Lincoln. |                                        |
| Agenzia Consolare                   | Peterborough        | Peterborough. |                                        |
| Agenzia Consolare                   | Watford             | Hertfordshire occidentale, Buckinghamshire meridionale, Oxfordshire, Berkshire. |                                        |
| Agenzia Consolare                   | Woking              | Hampshire, Surrey, West Sussex, Isola di Wight. |                                        |
| Consolato Generale d'Italia         | Edimburgo           | Scozia, Irlanda del Nord | [ 5 ]                                  |
| Consolato Onorario d'Italia         | Glasgow             | |                                        |
| Consolato Onorario d'Italia         | Aberdeen            | |                                        |
| Consolato Onorario d'Italia         | Belfast             | |                                        |
| Agenzia Consolare Onoraria d'Italia | Greenock            | |                                        |
| Agenzia Consolare Onoraria d'Italia | Dundee              | | Attualmente non operativa (19/02/2020) |